# Ricardo Chacón
Ricardo Chacón y Gómez (Granada, 1833-Madrid, 1914) fue un político, jurista, periodista y escritor español.

## Biografía
Nació en 1833 en Granada, marchó a Madrid a estudiar la carrera de Jurisprudencia en la Universidad Central. Se licenció en 1856, año en que se incorporó al Colegio de Abogados de Madrid, y se doctoró en 1861. También siguió la carrera de Derecho Administrativo, de la que se licenció en 1861. Ejerció como periodista desde 1855 y escribió en publicaciones periódicas como El Estado (1856-1859), La Civilización, la Crónica de Ambos Mundos, de la que fue redactor en jefe, y durante muchos años en El Diario Español, además de colaborar en numerosos periódicos científicos y literarios.
Militó en la Unión Liberal. Diputado por Alhama y Motril en las postrimerías del reinado de Isabel II, en las elecciones constituyentes de 1869 repitió escaño por Motril. Posteriormente volvió al Congreso por Alhama en 1871 y, por duplicado, en 1872. Durante la Restauración fue en varias ocasiones senador por Granada. En la década de 1890 ejerció un par de veces el cargo de presidente del Tribunal de Cuentas del Reino. El 28 de enero de 1914 se daba cuenta de su muerte —por aquellas fechas estaba ya jubilado— en Madrid.